# Lost Souls
Lost Souls (prt: Possuídos; bra: Dominação)) é um filme norte-americano de 2000, dos gêneros terror, drama e suspense, realizado por Janusz Kaminski e estrelado por Winona Ryder e Ben Chaplin.

## Sinopse
Grupo de católicos acredita que Satanás pretende tornar-se homem, e para isso valem-se dos escritos de um paciente aparentemente possuído para concluir que Peter Kelson (Chaplin) será o escolhido para encarnar o anticristo. Maya (Winona Ryder) tenta convencê-lo desse destino, mas Satanás está um passo à frente de seus perseguidores.

## Elenco
- Ben Chaplin - Peter Kelson
- Winona Ryder - Maya Larkin
- Sarah Wynter - Claire Van Owen
- Philip Baker Hall - padre James
- John Hurt - padre Lareaux
- Elias Koteas - John Townsend
- Brian Reddy - padre Frank Page
- John Beasley - detetive Mike Smythe
- John Diehl - Henry Birdson